# Naturschutzgebiet Mirower Holm
Koordinaten: 53° 14′ 8,3″ N, 12° 48′ 23,4″ O
Das Naturschutzgebiet Mirower Holm ist ein 58 Hektar umfassendes Naturschutzgebiet in Mecklenburg-Vorpommern. Es befindet sich südlich von Mirow, östlich von Schwarz und wurde am 7. Juli 1993 ausgewiesen. Das Schutzziel besteht im Erhalt einer bewaldeten Halbinsel mit Verlandungsmooren. Der Gebietszustand wird als gut eingeschätzt. Nachteilig wirkt sich aus, dass Paddler und Angler das Gebiet illegal stellenweise zur Erholung nutzen. Eine Einsichtnahme in die Schutzgebietsflächen ist nicht möglich.